# Enterocola monnioti
Enterocola monnioti is een eenoogkreeftjessoort uit de familie van de Enteropsidae. De wetenschappelijke naam van de soort is voor het eerst geldig gepubliceerd in 2005 door Marchenkov & Boxshall.